# Boréades
Pour les articles homonymes, voir Boréades (homonymie) et Calais (homonymie).
Dans la mythologie grecque, les Boréades (en grec ancien : Βορεάδαι / Boreádai), Calaïs (en grec ancien : Κάλαϊς / Kálaïs) et Zétès (ou Zéthès, Zéthée ; en grec ancien : Ζήτης / Zḗtēs) sont les fils de Borée, le Vent du nord, et d'Orithye, une mortelle. Ils sont très appréciés pour leurs petites brises fraîches et sont détestés à cause de leurs tornades tumultueuses.

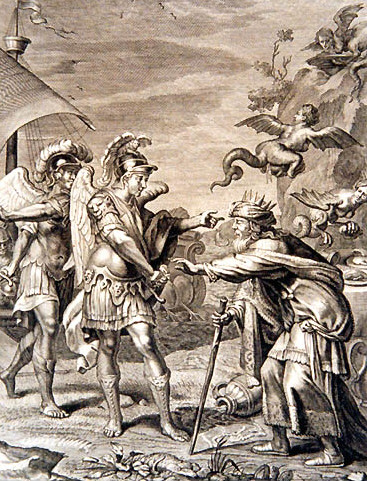
Calaïs et Zétès délivrent Phinée des Harpies, illustration des Métamorphoses d'Ovide.

## Famille
Les Boréades sont les fils du dieu du vent du nord Borée et de la princesse Oreithye, fille du roi Erechtheus d'Athènes. Cela fait d'eux les petits-fils des titans Éos (l'Aurore) et d'Astréos de par leur père et du roi Érechthée d'Athènes et de Praxithée de par leur mère.
Ils ont également deux sœurs, la déesse de la neige Chione et Cléopâtre, première épouse du roi Phinée.

## Mythologie

### Toison d'or
Ils prirent part à l'expédition des Argonautes pour reprendre possession de la Toison d'or. Quand l'expédition fit escale à Salmydessos, les deux frères profitèrent de l'occasion pour délivrer leur sœur Cléopâtre, que le roi Phinée avait fait jeter en prison afin d'épouser Idéa, fille de Dardanos. Ils détrônèrent Phinée et donnèrent le pouvoir aux enfants de Cléopâtre. Selon une autre version, Phinée, devin frappé de cécité, était harcelé par les Harpies. Ce furent les deux frères qui le délivrèrent de ces monstres et, par reconnaissance, Phinée leur révéla la route à suivre pour atteindre la Colchide par le Bosphore, et les dangers à éviter.
Lors de l'escale à Bithynie, leur compagnon Argonaute Hylas disparaît, enlevé par les nymphes. C'est Calaïs et Zétès qui conseillent d'abandonner les recherches. Mais Héraclès, furieux de ce choix, les retrouve sur l'île de Tinos et les change en vents. D’après Acousilaos, Calaïs et Zétès furent tués à Tinos par Héraclès.

### LesHistoires incroyablesde Palaiphatos
Selon les Histoires incroyables de Palaiphatos, Phinée régnait en Péonie. Devenu vieux et aveugle, ses filles, Érasia et Arpuria, dilapidèrent ses richesses, et elles furent comparées aux Harpyes.
Zéthès et Calaïs, deux voisins, fils de Borée, un homme dans cette version, le prirent en pitié et lui apportèrent leur aide. Ils chassèrent ses filles de la ville puis, ayant réuni des fonds, ils en confièrent la gestion à un Thrace. Un tableau de Sebastiano Ricci vers 1695, représente cet épisode, Phinée et les fils de Borée, conservé au musée des Beaux-Arts de Boston

### Sirius et Opóra
Sirius, venu sur Terre, tombe amoureux d'Opóra, la personnification des fruits, sans qu'elle lui rende son amour, ce qui provoque de grandes chaleurs et la sécheresse sur Terre. Les mortels, souffrant, se tournent alors vers les dieux pour obtenir de l'aide. En réponse à leurs suppliques, Borée, le vent du nord, décide d'envoyer ses fils à la recherche d'Opóra pour qu'ils l'amènent à Sirius. Cela calme la passion de ce dernier et la sécheresse cesse. Depuis, chaque année à cette époque, lorsque l'automne arrive (saison des récoltes et des fruits symbolisant Opóra), en souvenir de cet amour, Sirius augmente sa splendeur.
Les Boréades est également le titre de la dernière tragédie lyrique de Jean-Philippe Rameau, en 1764.

### Sources
- Fragments grecs in Hermann Diels, Die Fragmente der Vorsokratiker (1906), 73 : "Akusilaos"